# Gaspare Crucigero
Gaspare Crucigero (in latino Caspar Cruciger, in tedesco Caspar Creuziger; Lipsia, 1º gennaio 1504 – Wittenberg, 16 novembre 1548) è stato un teologo tedesco.

## Biografia
Fu figlio del mercante Giorgio Crucigero (1470-1544), originario di Mülsen e di cultura hussita, il quale nel 1502 aveva ottenuto la cittadinanza a Lipsia. Dopo aver studiato con l'umanista Georg Helt alla scuola San Tommaso di Lipsia, Gaspare Crucigero entrò il diciannove ottobre 1513 all'Università di Lipsia, dove divenne allievo di Richard Croke, Caspar Borner e Petrus Mosellanus.
Testimone della disputa di Lipsia, dopo la diffusione della peste a Lipsia nel 1521, si trasferì all'Università di Wittenberg dove studiò teologia e l'ebraico. Nel 1524 aggiunse ai propri studi la matematica, l'astronomia e le scienze naturali e aprì un orto botanico; di quel periodo fu la sua accettazione dell'eliocentrismo, grazie alle lezioni di Erasmus Reinhold. Il quattordici giugno 1524 si sposò con Elisabeth von Meseritz (1504-1535) e a tenere il sermone fu Martin Lutero. Nel dicembre successivo Filippo Melantone propose di affidare a Crucigero le lezioni riguardanti Marco Fabio Quintiliano nella Facoltà di filosofia. Nel 1525 fu nominato rettore della neofondata Johannisschule a Magdeburgo; nello stesso anno nacque suo figlio Gaspare Crucigero il Giovane (1525-1597). Nel 1526 nacque sua figlia Elisabeth Crucigera (1526-1576), che sposò anni più tardi Johannes Hans Lutero (1526-1575), figlio di Martin Lutero.
Il diciassette novembre 1528 gli fu assegnata la cattedra di teologia all'Università di Wittenberg e fu incaricato di essere il predicatore nella chiesa del castello di Wittenberg; nell'ottobre 1529 accompagnò Lutero ai colloqui di Marburgo. Il diciassette giugno 1533 conseguì il dottorato in teologia.
Nel 1535 morì la moglie, così il ventiquattro aprile 1536 sposò in seconde nozze Apollonia Günterode (1520-1557): il sermone venne tenuto anche in questa occasione da Lutero. nell'estate del 1539 introdusse la riforma protestante insieme a Friedrich Myconius a Lipsia. Tra il 1540 e il 1541 partecipò in qualità di segretario ai colloqui di Haguenau, di Worms e di Ratisbona.
Fu tra gli aiutanti di Lutero nella traduzione e pubblicazione della Bibbia, in particolare dell'Antico Testamento, e raccolse tutti gli appunti dei sermoni di Lutero; insieme a Georg Rörer curò la pubblicazione dei primi volumi delle opere di Lutero.
Durante la guerra di Smalcalda tentò insieme a Melantone e a Paul Eber di non interrompere le lezioni all'Università di Wittenberg; per più volte fu preside delle Facoltà di filosofia e teologia e nel semestre estivo del 1548 divenne rettore dell'Università di Wittenberg.
Morto alle 18 del sedici novembre del 1548, venne sepolto due giorni più tardi nella chiesa di Santa Maria a Wittenberg.